# Micromeria myrtifolia
Micromeria myrtifolia là một loài thực vật có hoa trong họ Hoa môi. Loài này được Boiss. & Hohen. mô tả khoa học đầu tiên năm 1844.

## Hình ảnh

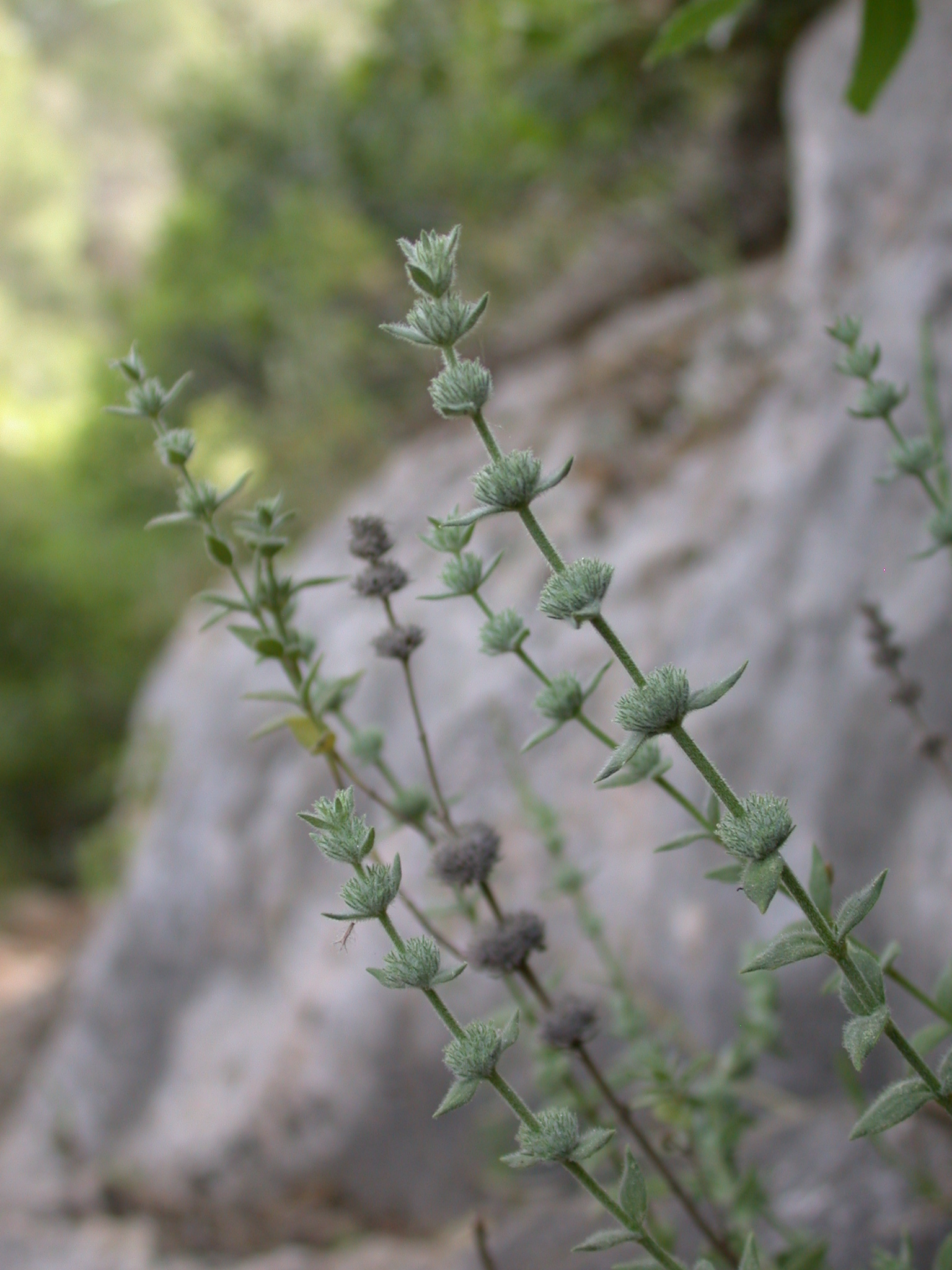
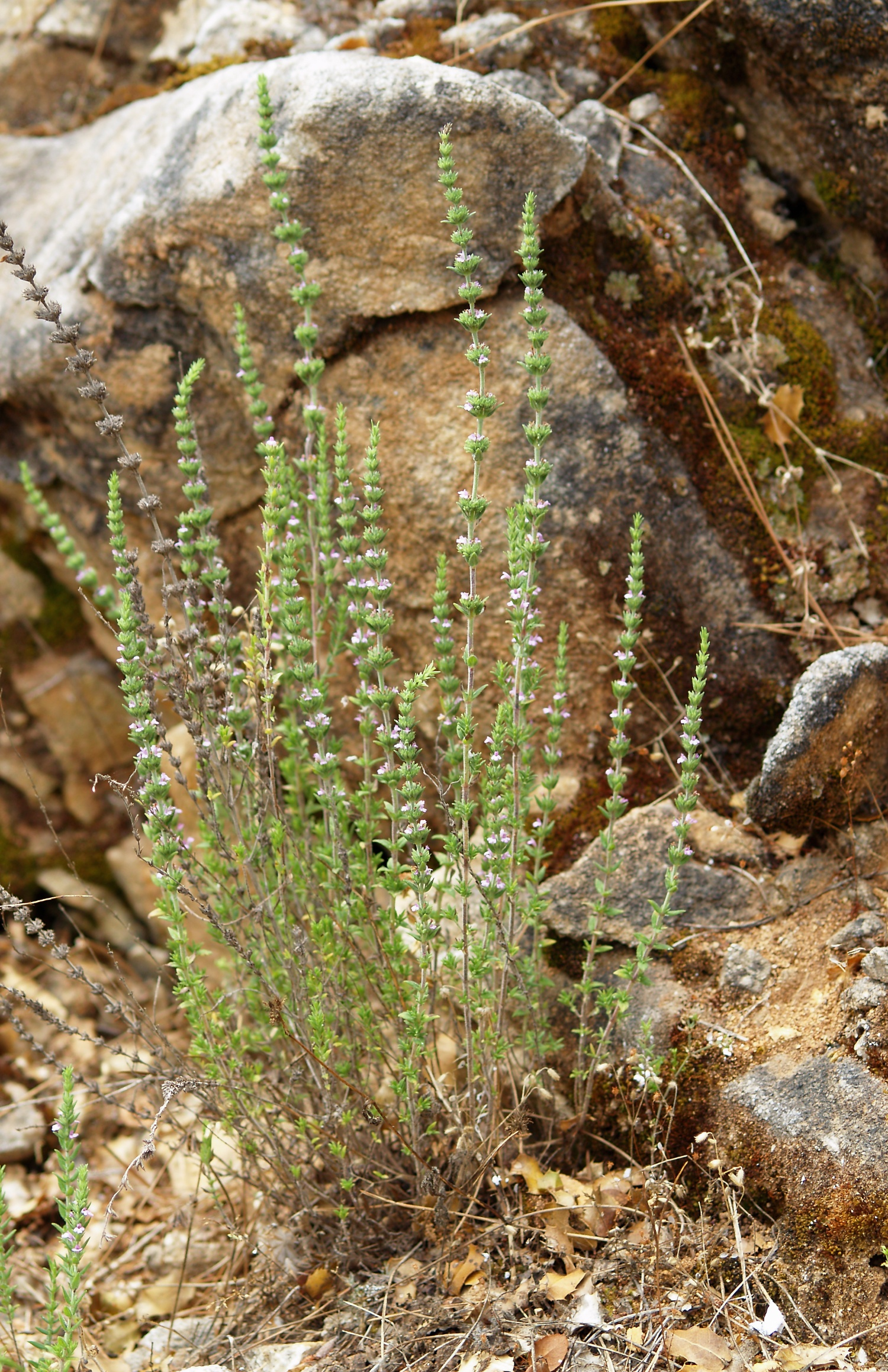